# HANOKA〜葉ノ香〜
『HANOKA 葉ノ香』（はのか）は、2006年にCS放送局キッズステーションのアニメ情報番組『アニメぱらだいす!』及びテレ玉・tvk・AT-Xのアニメ情報番組『アニメ天国』の一コーナーとして放送されていたFlashアニメ作品。

## 概要
Flashクリエイター森野あるじが原作・監督・脚本・アニメーションを全て一人で手がけている。オリジナル作品として発表されたが、森野の自主制作FLASHアニメシリーズ『The Mother Mars』及び『青』の精神的続編とも取れる作品である。
製作当初のコンセプトは老兵士と兵器少女の絆を描いた戦記モノという触れ込みであったが、製作会社・ラムズの方向性により、少年兵と兵器少女の関係を描くロードムービー調の作品に変更された。ユウリの大人びた性格、DVD版における飲酒描写はその名残かと思われる。また、森野作品の特徴である環境問題を取り扱った作風も健在である。
「深刻な人材不足、過密なスケジューリングと制作終盤に自身が急病を発したことにより、本来予定されていた展開から大幅に短縮されてしまった」と森野は後に語っている。DVD版では本来意図されていた展開の一部が新規映像として収録されている。
TV版は2022年現在、放送当時の録画以外による合法的な視聴手段がない。（過去にYahoo動画にて2週間限定で有料配信されていた）。
DVDは前編が2008年9月、後編が同年10月にリリースされた。DVD版は新規シーンの追加及びシーンの差し替え、セリフの差し替え、エンディングを大幅変更するなど、いわゆるリテイク、ディレクターズ・カット版仕様になっている（変更点については後述）。

## ストーリー
とある惑星トキネアでは人類と星の民、2つの種族が争いを繰り広げていた。自然の力を操る星の民に対して劣勢を強いられていた人類は「魔神」と呼ばれる決戦兵器を開発し対抗。そしてついに魔人7号にも出撃命令が送られる。戦地で少年兵士ユウリと出会った7号、ユウリと共に戦い初陣を勝利で飾る。しかし次の作戦中に敵の罠に落ち重傷を負ってしまう。意識を失った7号を守るため戦うユウリ。敵の攻勢の前に窮地に陥ったその時、突然7号が目覚めユウリの元へ駆けつける。敵を退け窮地を逃れた2人。ユウリは私に名前はないという7号に対し葉ノ香と名付ける。

## 登場人物

### 人類
葉ノ香（魔神7号、7号）
声 ‐ 野川さくら
「魔神計画」によって作られし、対星の民用最終兵器『魔神』の七体目の少女。青白い髪、赤い瞳、黒を基調としたボディスーツ、そして両腕及び腰に巻き付けている包帯が特徴。（第11話「破滅」では腕の包帯を変形させて、瀕死のユウリに応急手当をする場面がある）主な武器は伸縮する刃に変化する黒い翼、自然の力を利用した地面から生える刃を召喚する能力と手から発射する波動光線。産まれた時から独房に入れられ、つらい実験の日々を過ごした末、大隊長カオリから戦局を変える要として突如戦場への出撃命令が下る。最初は自身内向的な性格により戦う事を拒んでいたが、ユウリの説得により彼の所有物として星の民と戦うことを誓う。
第5話「静寂」にて敵の罠に落ち重症を負い、昏睡状態に陥ってしまう。暴走の可能性を察知したカオリに処刑されそうになるがユウリの命がけの説得により一命をとりとめる。その後ユウリの命の危険を察知したことで目を醒まし、星の民に捕らわれたユウリを救う。ユウリを抱きしめた時、ユウリは「自然の草木の匂い」を感じ、その匂いにちなんで7号は「葉ノ香」という名前を授かる。
星の民の城へ向かう最中にコクトウと遭遇するが、自身が持つ星の民の魂が彼を恐れたことで行動不能に陥ってしまい、彼の能力によって人と星の民の魂を分離させられた。魔神を危険な存在と察知し、『同行に応じなければユウリを殺す』と脅迫したコクトウに自分の身を預け、楔を腕に巻きつけられた状態で連行された末に星の民の城の独房に閉じ込められる。独房の中での星の民の自分との闘いの末、世界よりもユウリの方が自分にとって大切な存在だと告白し、「星の民の自分」と和解する。
コクトウの楔と独房の壁を壊したあとに、星の民の上空に配備された長距離砲台を一掃するが、脱走に感付いたコクトウにとどめを刺されそうになるもユウリの掩護射撃に救われたあと、戦況を逆転させコクトウに致命傷を与えた。再会したユウリに旅路の中で自分は「人類と星の民の共存」という夢を見つけたと告白したあと、最終形態に変身したコクトウに和平を持ちかけようとするが、コクトウの不意打ちに気づいたユウリが彼女を庇って瀕死の重傷を負ってしまう。愛するユウリを傷つけられた葉ノ香はコクトウを倒す強い意志を持ったことで覚醒し「星の民の自分」から金色の羽の能力を授かり、最終形態のコクトウを両断し、撃破する。
満身創痍になったコクトウに「マザーに会わせてほしい」と頼み、マザーの部屋内でコクトウからマザーがすでに故人だったこと、マザーは人類との共存を願っていたことを知る。自分が指導者に向かないと告白したコクトウに再び和平を持ちかけようとするが、城内に侵入したカオリに阻止されてしまう。世界滅亡の野望を打ち明けたカオリとの決脚をつけるため、彼女との最終決戦に挑む。カオリとの激闘中、ユウリの最期の言葉を聞いて絶望したところを背後からカオリに捕縛され、とどめを刺されそうになるが、瀕死のユウリをけなしたカオリへの爆発的な怒りの力でカオリを倒す。自分が勝利したことをユウリに伝えようとするも、ユウリは既に息を引き取っていたことを知り、「自分の力だけでは世界を破滅は止められない」と泣きつくすが、ユウリが魔神として蘇生したことで再開を果たす。世界の破滅を阻止するため、魔神化したユウリと共に星の民の城から旅立った。
DVD版で追加された30年後を描くエピローグでは灰色のコートを着用しており、ユウリよりも背が高くなり、翼を展開せずに飛行する能力を身につけた。ユウリやミカと共に星の王としてトキネアの復興を支える。
葉ノ香の星の民
声 ‐ 野川さくら
葉ノ香の中に存在する星の民の魂。第7話「仇」でコクトウの能力により、一時的に葉ノ香の体内から分離し、黄金の首輪、腕輪とスカーフを着けた黒いマーキング付きの白い星の民として具体化した。
人は星の民と共存できると信じる「ヒトとしての」葉ノ香と違い、人は星を破壊ことしかできない悪しき存在と信じ、惑星の運命を救うには人類を滅亡させるほかないと考える。星の民の城の独房の中で葉ノ香と激闘を繰り広げるが、葉ノ香の告白により呆れた反応を出しながらも再び葉ノ香の魂として同化した。第12話「星の王」では最終形態に進化したコクトウに立ち向かう葉ノ香に「金色の羽」の能力を授け、勝利に導かせた。
ユウリ・カミノザ
声 - 斎藤桃子
魔神部隊に抜擢され、7号の所有者となった少年兵。元B地区小隊隊員。元は森のはずれの村に住む少年であったが、コクトウ率いる星の民に自分の家族を含む全村人を皆殺しにされた復讐、そして戦争で悲しむ人間を無くしたいという願いを叶えるために自ら軍に志願し、兵士になる。
TV版では大人びすぎたベテラン気質の持ち主として描かれるが、DVD版では7号に対して、若干的に年相応の振る舞いをする。TV版では当初戦いを拒む7号を蔑んでいたが、魔神の能力を知ったことで彼女を『自分の求めていた力』として確信し、所有者になる決意をする。（DVD版では当初から「いつもそばにいてやる」と励ます描写に変更されている）。主な武器は電磁力でロケット弾を射出するレールガンタイプの大型銃（劇中でのおっさんのセリフによると「豆鉄砲」と比喩されるほど簡易的な造りであるが、使い手の腕によっては敵を貫通する程の威力を持つ代物）及びハンドガン。
第5話「静寂」にて重症を負った魔神7号をカオリが処分しようとした所を「7号が暴走したら、自分で始末する」という命がけの説得でカオリを口説き伏せる。昏睡状態の7号を守るために3日間不眠不休で木の根元に開いていた穴で待機し、ミカが感知した星の民を迎撃しようとするが睡魔に襲われ、倒れたところを星の民に人質として捕えられてしまう。7号が駆けつけたことで目が覚め、ナイフで脅した星の民を射殺した。「名前はない」と言った7号から「戦争前の自然の草木の匂い」を感じ、7号に葉ノ香という名前を授ける。星の民の城へ向かう最中に、自分の家族と村人を殺した張本人・コクトウと遭遇し、銃を乱射するもコクトウの刃によって銃が切断され、更に時間停止能力によって一時的に動けなくなってしまう。時間停止を解かれたあとに葉ノ香がコクトウに連れていかれる様子を見て、星の民に寝返ったのではないかと混乱するも、任務を続行する決意をし、星の民の城に向かう。
城へ突撃した時に上空の長距離砲台の砲撃を受け、ホバークラフトが破壊されるが間一髪で助かり、葉ノ香にとどめを刺そうとしたコクトウに新しく調達した大型銃で掩護射撃を行い、葉ノ香に反撃の機会を与えた。コクトウに寝返ったのでなく、コクトウに捕らえられていた事実を理解したユウリは、葉ノ香と共に最終形態に変身したコクトウを倒すと決意する。「世界の滅亡はもう誰にも止められない」と語るコクトウに対し自身は無力な存在だと弱音を吐くが、葉ノ香の告白により立て直す。
和平を持ち掛けた葉ノ香に対し、コクトウが不意打ちを喰らわそうと後ろから刃を生やしたことに気づき葉ノ香を庇い、代わりに瀕死の重傷を負ってしまう。葉ノ香がコクトウを倒した後、葉ノ香と共にマザーの部屋に案内され、コクトウとの和平交渉を見守るが、突如現れたカオリに交渉を阻止される。最終決戦に勝ったら、共に基地に帰ろうと魔神７号から約束されるが、自分の死が迫っていることを自覚したユウリは戦闘中の葉ノ香に自分の体がもう持たないことを告白する。葉ノ香がカオリを倒す前に力尽きてしまうが、コクトウがユウリの体と融合したことにより魔神として復活し（コクトウのマフラーを着けるようになり、青い目が他の魔神と同じ赤色に変色した）、無事葉ノ香と再会を果たす。世界の破滅を阻止するため、葉ノ香と共に星の民の城から旅立った。
DVD版エピローグでは薄赤色の波が入った赤いカーディガン、灰色の短パンとブーツを着用しており、髪が若干伸びた。葉ノ香やミカに支えられながらも、トキネアの復興を支える。
カオリ・ハルサキ
声 - 近江知永
通称：「大隊長」魔神部隊隊長で王の部下。軍と魔神部隊の両方を仕切っている。（表面上は）冷静沈着なクールビューティー。額に謎の銃創の跡がある。本編では言及されていないが、公式サイトのキャラクター紹介では「歴戦の英雄」とされている。TV版第1話では部下想いの上司であると偽っているが、DVD版第1話および第5話以降では非情かつ無慈悲な本性をさらけ出している。その正体は、最初の魔神・魔神1号。（ＤＶＤ版のみで言及）持ち主に裏切られ、額を撃たれて以来自分を生み出した人間という生物と星の民を非常に憎んでおり、人間と星の民の両方を滅ぼそうとする。主な武器は、TV版では腕中から発射される光線、DVD版では手から発射される電撃。
ミカ・キサラギ
声 - 南條愛乃
魔神サポート担当のオペレーター。自身の顔をデフォルメした小型端末を介し、本部から葉ノ香に通信する。独身。まだ職に就いて日が浅いらしく、魔神の重要な弱点を言い忘れるなどの失態を犯した。第11話にて本部ごと地震に巻き込まれ消息を絶ったが、DVD版のエピローグでは生存していたことが判明。老婆になりながらも、葉ノ香とユウリと共にトキネアの復興を支えた。人類側の王のものに似たサングラスを着用している。
コンゴウ（魔神5号）
声 - 滑川恭子
バーズと手を組んでいる5体目の魔神、葉ノ香のライバル的存在。葉ノ香の着ているものに似たボディスーツと緑と白を基調とした髪が特徴。武器は腕から放出する、誘導能力を持つエネルギー弾。卑劣な手で葉ノ香とユウリの邪魔をするバーズに忠実な小悪魔。第11話以降の消息は一切不明。
バーズ
声 - 不明
魔神部隊隊員でコンゴウの所有者。当初は彼女と共に葉ノ香とユウリの邪魔をしていたが、第9話では戦死したと思われたユウリに「かわいそうに…」と気にかけたり、第11話では急成長した葉ノ香の戦いぶりに驚くなど、根はいい人物。同じく第11話以降の消息は一切不明。
おっさん（オヤジ兵士）
声 - 不明
葉ノ香と出会う前にユウリがつるんでいた中年の隊員。第1話から第3話まで登場。帽垂布付きの茶色の戦闘帽がトレードマーク。別れの際、ユウリに餞別として「命の水」（酒）を授ける。この酒はTV版では手を付けなかったが、DVD版最終話では瀕死のユウリが走馬灯を見てる最中に飲んでいる。
王
声 - 大江吉史
人間側の司令官。王を名乗っているが側近などがいない当たり、本物ではなく通称だと思われる。本名不明。紫のスーツ、サングラス、そして大きな髭がトレードマーク。国民を差し置いて惑星トキネアを脱出することをもくろむ傲慢かつ非情な男。しかし本性は地震の中で身動きができない程の小心者で、動けぬまま崩れた天井に押しつぶされる最期を迎える。

### 星の民
コクトウ
声 - 大江吉史
星の民の司令官。指導者、マザーが亡くなってしまったことを皮切りに、惑星トキネアの人類に戦争を仕掛けた張本人。右目に大きい傷跡を持ち、伸縮する刃に変化するスカーフを着けている。翼は黒く、針金のように細く、脈打っている。主な能力は、時間停止（一定時間）、魔神から星の民の魂を抽出し具現化する能力、翼から誘導能力を持つエネルギー弾を生成する能力、葉ノ香と同じく、自然の力を利用した地面から生える刃を生成する能力、相手を捕縛する楔を生成する能力、そして龍の頭を持つ円錐形の最終形態に変身する能力。
マザー
声 - 無し
何百年もの間、星の民を率いたかつての星の民側の「星の王」。作中では既に故人。人間の科学文明による環境汚染により、病弱な体になってしまうが、最期まで人との共存を望んでいた。星の王の証として、「金色の羽」を持っていた。

## 用語

### 魔神（魔人）
対星の民用最終兵器として人類が作り出したヒトの体と星の民の魂を融合した強化人間兵器。基本的には女性型のみが配備されているが、終盤では例外的に男性型も存在する。劇中では葉ノ香（魔神7号）を含め、全7体が配備されている。敵のレーザーを手で受け止めるほどの強さを誇る。低空飛行での戦闘を得意とするが、空中での戦闘は星の民の独断場になる為、あまり得意ではない。手負いの魔神には暴走の危険性がある為、一般的には即刻処分されることが推奨される。DVD版におけるエピローグでは人間より遥かに長寿で、若さを保てる種族であることが明かされている。用語の初出は、『The Mother Mars』に登場する「火星金属」なるアイテムを駆使する種族から。本作の放送後に『ライブドアネットアニメ』にて公開されたWebアニメ作品『ホシノ☆オニオン』では火星金属に触れた主人公・「オニオン」が葉ノ香とほぼ同じく手からレーザーを発射する「オニオンレーザー」なる技を使用している。

### 魔神部隊
魔神を保有する人類軍のエリートを集めた精鋭部隊。魔神とは対照的に、男性隊員が多い。主に白兵戦と魔神の援護役を兼ねる。ただし隊員同士の仲はかなり険悪らしく、一切連携しようとしないどころか「歓迎会」と称しながら、新米隊員を一方的に攻撃する者もいる。移動手段はHの形をした軍用ホバークラフト。

### 魔神作戦
飛行機部隊による敵基地侵攻を可能とする為に、星の民の長距離砲台を破壊するという魔神6体を使用した星の民の基地への特攻作戦。星の民が掲げた期限の最中、人間側の最後の賭けとしてカオリが主導した。かかった日数は6－7日とされる

### 星の民
惑星トキネアから先住民かと思われる、宇宙人の種族。星の命運及び自然を司る存在で、人類による大規模自然破壊の影響で崩壊寸前となった惑星トキネアの命運をかけて、人類に戦争を仕掛ける。かつては『マザー』により統治されていたが彼女の死後、コクトウが代理で指揮を執っている。一般兵の主な戦法は惑星トキネアの自然（岩や砂など）を操り、歩行兵器、ブービートラップ、長距離砲台を生成する能力（兵器を操る星の民が死ぬと壊れる）と（おそらく）同じく自然の力で生成したナイフ。

### 金色の羽（こんじきのはね）
星の民及び魔神が最大限にまで覚醒した状態。背中の翼が金色に輝くようになり、最終形態に進化した星の民すら両断する力を得る。コクトウ曰くこの能力が使えるのはマザーのみらしく、葉ノ香が一時的にこの状態になった時は驚きを隠せなかった。星の民の王族のみが使えるらしい点が示唆されており、葉ノ香の中の星の民がマザーの直系の子孫、つまり星の民の王女である可能性もある。

## スタッフ
- 原作・監督・脚本 - 森野あるじ
- 企画 - 森野あるじ・高山晃・鹿志村聡
- 音響監督 - 加勢田進
- 音効 - 藤本淳
- プロデューサー - 高山晃・佐野武志
- エグゼクティブプロデューサー - 鹿志村聡
- 音楽 - ランティス
- 制作 - ファンワークス・RAMS
- 製作・著作 - RAMS

## 主題歌
オープニングテーマ・挿入歌「Dual Love on the planet 〜葉ノ香〜」
作詞 - 渡邉美佳／作曲 - 影山ヒロノブ／歌 - 野川さくら

## DVD版における変更点

### 第1話
- 冒頭にアバンタイトル（魔神7号【後の葉ノ香】が基地地下にある独房にて救いを乞う新規シーン）追加
- オープニングテーマの最後が途中で途切れずに、フルバージョンと同様になり、スムーズに第1話タイトルバックに切り替わる。
- TV版では第2話から使用されたロゴ付きタイトルバックが第1話にも挿入された。
- ユウリは第一線に向かう2人の兵士（もう一人は名無しのおっさん）の片割れではなく、B地区担当の小隊の一員（バズーカ兵）として初登場する。（代わりに、第一線に向かうシーンは魔神7号の所有権を拒否したシーンの後に挿入されている）
- それに伴う新規シーン（ユウリがバズーカに弾を込めるシーン、隊員の銃撃シーン【森野作のFlashアニメ『青』の一シーンを流用かと思われる】、装填が完了した直後に星の民の爆撃に遭い、額を負傷しながらも生存するユウリのシーン）の追加
- オペレーターのミカが大隊長カオリに『魔神7号がまだ覚醒していなく、戦闘にまだ適していない』と報告するシーンが、魔神7号出撃後のヘリポートから魔神7号を独房から解放する前の新規シーンのオペレーター室に変更。更にセリフは同じであるものの、新録されている。
- 舞台変更に伴う新規シーン、新モブキャラ（TV版ではミカの席以外隣のオペレーターの後ろ姿しか見えなかったオペレーター室とモブキャラのオペレーター、王の間の前の廊下）の追加
- ミカの報告に対するカオリの受け答えが『いけるさ。』という魔神7号を信頼するセリフから『構わん、的にはなるだろう。』という魔神7号を捨て駒にしようとするセリフに変更。
- TV版では一切名前及び素性を明かさなかったカオリのボスがモブオペレーターの言及により、王だと判明する。
- 王の最初のセリフ『一体どうなってるんだね、カオリ君？』が削除
- 王のセリフの順番『もう敵の最後の攻撃が始まるんだぞ』→『大丈夫かね？』が逆転した。
- カオリが魔神7号を独房から解放するシーンにおけるカオリのセリフが、『出ろ。』から『出ろ、魔神7号。』に変更。
- 魔神7号のセリフ『ここから、出してもらえるんだね...』が新録されている。
- カオリの魔神7号に対する受け答えのセリフが『出たところで、外は地獄さ...』から『貴様が戦うのならな...』に変更。
- 魔神7号はTV版ではカオリの命令に従い、戦線に駆り出されることを渋々承諾するが、DVD版ではカオリの命令に抵抗しようとする新規シーンが追加されている。
- 魔神7号とユウリの初対面が第一線ではなく、新規シーンの病棟に変更。更にTV版では第3話の作戦会議のシーンまで共演しなかったカオリとユウリが会話を交わす新規シーンが追加。
- TV版では第2話で魔神7号についてきたサポートロボを介してミカがユウリに『魔神部隊への出世』と『魔神7号の所有権』を報告するが、DVD版ではカオリがユウリに直接持ち掛けている。
- 魔神部隊への出世に対して、TV版のユウリは一切興味がない一方で、DVD版のユウリは建前としてはありがたく思っている。（単にカオリ大隊長がいる前での建前だけであるが）
- 前述のシーンの変更により、おっさんが魔神部隊に出世したユウリを励ますセリフ『ボウズ、魔神部隊かよ！出世したな。』がTV版第2話から第1話に移動している。それに伴い、基地の廊下の新規シーンが追加されている。
- 前述の新規シーンとの整合性を取る為にユウリの額に包帯が描き足された。

### 第2話
- 前述の初対面するシーンの変更により、第一線にて魔神7号に救出されたユウリと魔神7号のセリフが『魔神、なのか？』『...うん...』から『おまえ、戦いたくないんだろう...』『...何よ、助けてあげたのに...』に変更。第1話に引き続き、ユウリの額に包帯が描き足された。
- 新規シーンとしてユウリが葉ノ香の助けを拒むシーンが追加。
- サポートロボを介したミカの最初のセリフが『無事でよかったわ、ユウリさん』から『本当に無事でよかったわ、ユウリさん』に変更・新緑されている。
- ユウリのセリフ『お前は？』が新緑されている。
- 前述の初対面するシーンの変更により、TV版にてサポートロボを介してミカがユウリに『魔神部隊への出世』と『魔神7号の所有権』を報告するセリフ『朝通達しましたが、こちらはあなたに預けることとなった魔神7号です。』が削除。
- ミカがサポートロボを介してユウリと魔神7号に話しかけるシーンでセリフは同じであるものの、新録されている。また、オペレーター室が新規のものに差し替えられている。
- ミカが魔神7号に命令するセリフの一部『初任務です。』が削除。セリフが新緑された。
- ミカが魔神7号に警告するセリフが『戦わなきゃ、地下に戻されるのよ。』から『ここで戦わなければ、地下に戻されるのよ？』に変更。
- 独房行きに恐怖しながらも、戦いを拒む葉ノ香に喝を入れるユウリのセリフが『てめぇ。メソメソしてんじゃねぇ。オレはお前みたいな奴が大っ嫌いなんだよ！無力で、泣いてばかりの奴がな。世界はつらいこと、悲しいことばっかりだ。でもな、オレは逃げずに生きて戦ってきた！心に決めたことがあるからだ。おまえには、何か目標があるか？』『ならそれが目標だ。その為に戦って見せろ。クソ魔神が。』という年相応ではない過激なものから『おまえ、グダグダ言ってんじゃねぇよ。ピーピーピーピー泣きやがって。むかつくんだよぉ！泣いてて何になるんだ！...欲しいものは自分で勝ち取れよ。お前は一体、何がしたいんだよ！』『だったら戦えよ！お前が戦い続けるなら、ずっとオレが、お前のそばにいてやるから！』という年相応のマイルドなものに変更。1カットのみユウリの額に包帯が描き足された。セリフの変更により、ユウリの残酷な過去のフラッシュバックが削除された。
- ユウリのセリフに対する魔神7号の受け答えが『そんなの...無いよ。でも、基地には戻りたくない！から『分かんない...でも、独りぼっちは、もうイヤ！』に変更。
- 主題歌が挿入されるタイミングが変更された。
- 魔神7号が敵主力のレーザー砲を受け止めたことに驚きを隠せないユウリのセリフ『魔神？．．．』が削除。更にユウリの額に包帯が描き足された。
- 魔神7号が星の民の兵器に反撃する前の掛け声が『私に...出来るかな？』から『私...やってみる！』に変更。また、TV版では魔神7号の横に謎の光る影があるが、DVD版では削除されている。
- ユウリが魔神7号の真の力に感心するシーンで、TV版では魔神7号に惚れるカット（目にハイライトが入り、頬を赤らめる場面）が省略。（ただし、第3話冒頭にあるダイジェストではこのカットは残っている）更にユウリの額に包帯が描き足された。

### 第3話
- 第2話のダイジェストでユウリの額に包帯が描き足された。
- 場面転換でのホワイトフラッシュが削除。

### 第4話
- ユウリが魔神7号の第一線突破を褒める場面でTV版ではBGMが流れるが、DVD版は後述の新規シーンによるものか、BGMが流れない。
- 『魔神作戦開始より三日後』のテロップの前に人の手により汚染された湖で食事をとる新規シーンが追加。何故星の民が人類に戦争を挑んだのかがより強く理解できるシーンである。
- 『魔神作戦開始より三日後』のテロップにSEが追加された。
- 魔神7号のセリフ『これが故郷．．．こんな悲しい場所が．．．』と『ここは何？』のタイミングが変更。DVD版では間をおいて話すようになった。
- ユウリのフラッシュバックが挿入されるタイミングが早くなった（TV版では『何もできず、泣きつくした。』から、DVD版は『なぜか生き残ったのは、幼かった俺だけだった。』から）
- 魔神7号に後ろから抱き着かれたことを驚いたユウリにセリフ『あ！』が追加。
- ユウリが上空に居る星の民を大型銃で迎撃しようとする場面でTV版では間隔をおいて2発発砲してるが、DVD版では間隔を置かずに3発発砲している。（音声のみ変更）
- 魔神7号のセリフ『っ！．．．私が行く！』のタイミングが変更。『っ！．．．』の部分が削除。

### 第5話
- 『魔神作戦開始より六日後』のテロップの背景に大雨を表すアニメーションが追加された。
- ユウリのセリフ『アイツ、基地に戻るの心底嫌がってたな。』の『アイツ』の部分が削除。
- ミカがユウリに基地地下の独房や魔神の実験について話すシーンが割愛されている。

### 第6話
- 星の民に捕らえられたユウリが目を醒まし、威嚇した星の民をハンドガンで撃つシーンでの場面転換（ブラックアウト）で第5話のテロップと同じく、大雨を表すアニメーションが追加された。
- ユウリが魔神7号を葉ノ香と名付ける場面でホワイトフラッシュが挿入された。

### 第7話～第8話
- 特に無し

### 第9話
- TV版では真っ暗だった独房の１カットに背景が追加。

### 第10話
- バーズのセリフ『これじゃあ全く、近づけねぇぞ！』が『今のやつ、新人のガキか。かわいそうに．．．』に変更（「前回のあらすじ」としての整合性を保つために第9話のラストシーンのセリフを流用）

### 第11話
- 最終形態に進化したコクトウに立ち向かう葉ノ香の２カットが変更。TV版ではボディスーツの胸元部分が裂けているが、ＤＶＤ版では裂けていない。（第12話ダイジェストにも反映）
- 葉ノ香を庇い、瀕死の重傷を負ったユウリに反応する葉ノ香の場面で、ホワイトアウトが長くなった。

### 第12話（最終話）
- 葉ノ香を庇い、瀕死の重傷を負ったユウリの悲鳴がＴＶ版ではタイミングがずれていたが、（攻撃を受ける前に悲鳴を上げた）ＤＶＤ版では修正された。

- ＴＶ版では極端に簡略的だった対カオリ戦に大幅に新規シーンが追加された（カオリが魔神1号であったことを明かすシーン、葉ノ香に自分との境遇の違いを問うシーン、カオリの過去など）
- カオリの主な攻撃はＴＶ版では腕から何十本も出るビームだったが、DVD版では手の平から放つ電撃に変更された。
- ユウリが、TV版では一切手を付けなかった「命の水」を飲むシーンを追加。
- TV版で葉ノ香がカオリに後ろから捕まえられた状態で、ビームを浴びせられる場面がDVD版では電撃に変更され、電撃に悶え苦しむ葉ノ香の悲鳴が追加された。
- ユウリが死んだことをカオリが嘲笑う場面でセリフ『あははは．．．』が『お前もここで死ね！あははははははは！あははははは！』『死ね。』に変更された。それに加え、電撃に悶え苦しむ葉ノ香の新規シーンが追加された。
- ユウリの心の声が響いた後に、ユウリを失った葉ノ香の心情を描いた新規シーン追加。
- カオリの捕縛を解く葉ノ香の唸り声が変更された。
- カオリの最期が変更された。TV版では、葉ノ香の爆発的な力でカオリもろとも吹き飛ばされたが、DVD版では葉ノ香が鋭い翼を地面に召喚させ、串刺しにしたあと、敵主力のレーザーでとどめを刺された。それに従い、新規シーン（上記のものに加え、瀕死のカオリが復讐しようともがくシーン）が追加された。
- 葉ノ香のセリフ『ユウリ。私、勝ったよ。』『ねぇ．．．一緒に帰ろう？』が『ねぇ．．．』の部分を削除したうえで新緑された。TV版の葉ノ香の淡々とした口調と比べ、DVD版の葉ノ香はより感情的な口調になった。
- ユウリが力尽きてしまったことを知り、深く悲しむ葉ノ香の新規シーンが追加。更にBGMが変更された。
- 葉ノ香のセリフ『起きてよ．．．ユウリ？』『私、一人じゃ頑張れないよ．．．』が新緑され、『起きてよ、ユウリ！』『私、一人じゃ頑張れないよ！』という具合にTV版と比べ、悲しみの感情がより強くなった。
- 星の民の城のてっぺんが崩れる場面でSEが追加された。
- 悲しみにくれる中、葉ノ香がユウリの名を呟きながら、彼との旅路を思い出す回想+新規シーンが追加。
- TV版では描写されなかった、コクトウがユウリの亡きがらと融合し、ユウリを魔神として蘇らせる新規シーンが追加。
- TV版では、魔神化したばかりのユウリはコクトウとユウリをかけ合わせた声だったが、DVD版では始めからユウリ自身の声になった。それに従い、葉ノ香のセリフ『え．．．コクトウ？．．．え？．．．ユウリ！？』が削除。
- 魔神化したユウリのセリフ『世界の王になるんだろう？いつまでも泣いてるんじゃねぇ。』が『いつまでもメソメソするな。』に変更。更に新セリフ『おう！』が追加された。
- 葉ノ香のセリフ『ユウリ！』が新緑された。
- ユウリが生き返ったことに心から喜んだあまり倒れ、葉ノ香とユウリが互いを絶望的な境遇から救ってくれたことを深く感謝する新規シーン追加。
- ユウリのセリフ『世界の破滅など、止めて見せる！』が新緑され、更にタイミングが変更された。
- TV版は世界の破滅を止めに魔神化したユウリと葉ノ香が星の民の城から飛び立つ場面で幕を下ろすが、DVD版ではエンディング後に復興に成功した30年後の世界を描いたエピローグが追加された。惑星トキネア復興の暁に、キスの約束を果たそうとする葉ノ香に対し、約束を『覚えていない』とシラを切って逃げるユウリを葉ノ香が追いかけていく場面で幕を下ろす。

## 各話リスト
| 第1話  | 戦の地 |
| 第2話  | 魔神   |
| 第3話  | 旅立ち |
| 第4話  | 希望   |
| 第5話  | 静寂   |
| 第6話  | 名前   |
| 第7話  | 仇     |
| 第8話  | 別れ   |
| 第9話  | 二人   |
| 第10話 | 空     |
| 第11話 | 破滅   |
| 第12話 | 星の王 |

## 評価
前述された製作過程のトラブルにより、本作は不安定な作画、説明不足な場面や急展開が多く見られる作品となった。
ジョナサン・クレメンツはヘレン・マッカーシーとの共著・「The Anime Encyclopedia 3rd Revised Edition」で以下のように述べている。
海外のアニメレビューサイト「Myanimelist」では、2022年2月の時点で、10点中3.40点という低評価がされている。但し、これらの低評価はTV版にのみ基づいており、放送当時に匿名の海外アニメファンが海賊版をインターネットに流出したことが影響している。

海外では辛辣な評価の目立つ本作だが、日本では一部の層から往年のロボットアニメの要素を織り込んだ作品として再評価されている。この再評価はDVD版に基づいており、いかに日本のアニメファンと海外のアニメファンが著作権のスタンスに違いあるかが理解できる。